# Acklandia subgrisea
Acklandia subgrisea är en tvåvingeart som först beskrevs av Ringdahl 1930.  Acklandia subgrisea ingår i släktet Acklandia och familjen blomsterflugor. Inga underarter finns listade i Catalogue of Life.